# GoPubMed
GoPubMed war eine wissensbasierte Suchmaschine für biomedizinische Texte. Die Gene Ontology wurde als „Inhaltsverzeichnis“ benutzt, um die Millionen Artikel der Datenbank MEDLINE zu strukturieren. Die Suchmaschine erlaubte es, schneller relevante Suchresultate zu finden.
Die in GoPubMed verwendete Technologie war generisch und kann prinzipiell für beliebige Texte und beliebige Wissensbasen (Ontologien) eingesetzt werden. Sie wurde von einer Arbeitsgruppe um Michael Schroeder an der Technischen Universität Dresden und Transinsight, einem spin-off der TU, entwickelt. Ein verwandtes Produkt aus derselben Arbeitsgruppe wurde unter der Bezeichnung MeshPubMed betrieben.
GoPubMed hat den „red dot: best of the best“-Award 2009 in der Kategorie „communication design – graphical user interfaces and interactive tool“ gewonnen.